# Sebastian May
Sebastian May (* 6. Oktober 1988 in Arnstadt) ist ein deutscher Straßenradrennfahrer.
Sebastian May war 2006 bei dem Juniorenrennen Sint-Martinusprijs Kontich im Mannschaftszeitfahren erfolgreich und 2007 gewann er ein Rennen im Odenwald. Am Ende der Saison 2007 fuhr er für das Thüringer Energie Team als Stagiaire und seit 2008 hat er dort einen laufenden Vertrag. 2009 gewann er die zweite Etappe bei der Mainfranken-Tour und konnte so auch die Gesamtwertung für sich entscheiden.
Sebastian May hat einen Zwillingsbruder, Maximilian May, der auch seit 2008 für das Thüringer Energie Team fährt. Bei dem Rennen in Odenwald 2007 belegte er den zweiten Platz hinter seinem Bruder.
Ende 2009 beendete May seine aktive Radsport-Karriere.

## Erfolge
2009
- eine Etappe und Gesamtwertung Mainfranken-Tour

## Teams
- 2007 Thüringer Energie Team (Stagiaire)
- 2008 Thüringer Energie Team
- 2009 Thüringer Energie Team